# 天主教阿塞拜疆宗座監牧區
天主教阿塞拜疆宗座監牧區 （拉丁語：Praefectura Apostolica Azerbaigianiensis）是阿塞拜疆一個羅馬天主教宗座監牧區。
2000年10月11日自高加索宗座署理區分出，成立自治傳教區，2011年8月4日升為宗座監牧區。2010年有教友498人、五名司鐸，唯一的堂區位獻於聖母無原罪，位於首都巴庫。現任宗座監牧為弗拉基米爾‧費克特。